# Adriana Altaras
Adriana Altaras (née le 6 avril 1960 à Zagreb en Yougoslavie) est une actrice, metteuse en scène et auteure germano-yougoslave puis croate d'origine juive.

## Biographie
Adriana Altaras est la fille d'anciens partisans juifs de la Croatie actuelle, Jakob Altaras et Thea Altaras. Le père s'est exilé en 1964, prévoyant de faire venir sa famille. Cependant, les autorités ont confisqué le passeport de sa femme. Des membres de la famille de Mantoue ont ensuite fait sortir clandestinement la fille de quatre ans du pays. Pendant trois ans, elle a vécu avec sa tante et son oncle en Italie. En 1967, Adriana a rejoint ses parents à Giessen. Elle a fréquenté l'école Waldorf à Marbourg et a étudié à l'Université des arts de Berlin (HdK) après le baccalauréat.
Après des études à New York, elle a été cofondatrice du théâtre indépendant Theater zum westlichen Stadthirsche où elle était metteur en scène et auteur. Elle a été invitée en tant qu'actrice au Théâtre Maxime-Gorki et à la Freie Volksbühne de Berlin, ainsi qu'à Stuttgart, Constance et Bâle.
Elle a occupé ses premiers rôles au cinéma au début des années 1980, tout en poursuivant ses divers projets théâtraux. Après des collaborations au Berliner Ensemble et au Neuköllner Oper, sa mise en scène des Monologues du vagin a été couronnée de succès, en 2001 à Berlin. Au cinéma, elle a surtout été vue dans des films de Rudolf Thome, avec qui elle travaille depuis les années 1980. En 1988, elle a reçu le Prix du cinéma allemand pour son rôle dans le film de Thome Das Mikroskop.
En plus de son travail théâtral et cinématographique, elle a travaillé comme intervieweuse pour Steven Spielberg dans Die Zeit, par exemple en mai 2016 (Ausflug ins Land der Dichter und Henker).
Regina Schilling a réalisé un film, d'après le livre d'Adriana Altaras, Les lunettes de Tito (2014), dans lequel elle parcourt son pays d'origine croate à la recherche de son passé familial.
Elle a eu deux fils avec le compositeur Wolfgang Böhmer, dont Aaron Altaras.

## Filmographie (sélection)
- 1964 : Nikoletina Bursać de Branko Bauer[3]
- 1982 : Dorado (One Way) de Reinhard Münster
- 1987 : In der Wüste  de Rafael Fuster Pardo
- 1988 : Das Mikroskop de Rudolf Thome
- 1988 : Der Philosoph de Rudolf Thome (avec Jean Herrschmann)
- 1989 : Sieben Frauen de Rudolf Thome
- 1994 : Löwenzahn
- 1995 : Das Geheimnis de Rudolf Thome
- 1996 : Killer Kondom de Martin Walz
- 1997 : Tatort (épisode Dangereuse Transmission) de Petra Haffter
- 1997 : Liebe Lügen de Martin Walz
- 1999 : Apokalypso de Martin Walz
- 2000 : Paradiso : Sept jours avec sept femmes (Paradiso: Sieben Tage mit sieben Frauen) de Rudolf Thome
- 2003 : Rot und Blau de Rudolf Thome
- 2003 : Tor zum Himmel de Veit Helmer
- 2004 : Alles auf Zucker! de Dani Levy
- 2006 : Rauchzeichen de Rudolf Thome
- 2007 : Nur ein kleines bisschen schwanger
- 2007 : Mon Führer : la Vraie Véritable Histoire d'Adolf Hitler de Dani Levy
- 2007 : Vollidiot de Tobi Baumann
- 2007 : Stellungswechsel
- 2007 : Pastewka (saison 3)
- 2009 : La Comtesse
- 2010 : Allemagne 1918 de Bernd Fischerauer
- 2011 : Bloch: Inschallah de Thomas Jauch
- 2013 : Danni Lowinski
- 2014 : Josephine Klick – Allein unter Cops
- 2015 :  Nacht der Angst de Gabriela Zerhau
- 2016 : Der Kroatien Krimi

## Écrits
- Titos Brille. Die Geschichte meiner strapaziösen Familie. Kiepenheuer & Witsch, 3e éd. 2011  (ISBN 978-3-462-04297-9). Livre de poche Fischer  (ISBN 978-3596193042).
- Doitscha. Eine jüdische Mutter packt aus. Kiepenheuer & Witsch, Cologne 2014  (ISBN 978-3-462-04709-7).
  - en livre audio, lu entre autres par l'auteur, Random House 2014, 5 CD 370 min[4].
- Das Meer und ich waren im besten Alter : Geschichten aus meinem Alltag, Cologne, Kiepenheuer & Witsch, 2017  (ISBN 978-3-462-04958-9).
- Die jüdische Souffleuse, Kiepenheuer & Witsch, Cologne, 2018  (ISBN 978-3-462-05199-5).